# Segona intervenció francesa a Mèxic
La intervenció francesa a Mèxic (en espanyol: Segunda intervención Francesa en México; en francès: Expédition du Mexique) fou una invasió de Mèxic per part del Segon Imperi Francès amb el suport inicial d'Espanya i el Regne Unit.
El 1859 els conservadors mexicans van contactar a Maximilià d'Habsburg, ja que buscaven un príncep europeu per a ocupar la corona del Segon Imperi Mexicà, el qual tot just planejaven amb el suport de França i de l'Església catòlica, ja que el govern republicà mexicà, en mans dels liberals, havia proclamat les Lleis de Reforma que afectaven llurs interessos.
El 1861 Mèxic va realitzar una cessació temporal dels pagaments del seu deute al Regne Unit, Espanya, i França, i aquests tres països van decidir pressionar al govern enviant als seus exèrcits, que arribaren al port de Veracruz en gener de 1862. El president Benito Pablo Juárez García es va comprometre a realitzar els pagaments, i els exèrcits britànic i espanyol es van retirar pel tractat de la Soledad, però no pas l'exèrcit francès, ja que Napoleó III tenia altres plans amb els conservadors. El 1862 es va realitzar la Intervenció Francesa, començant al port de Veracruz amb la batalla de Fortín cap a la ciutat de Mèxic l'abril, emprenent la campanya militar cap al centre del país.
El general francès Charles de Lorencez esperava que la ciutat de Puebla cauria fàcilment en mans d'un poderós exèrcit, però els reforços formats per soldats conservadors mexicans comandats pel general José María Cobos i Leonardo Márquez, que havien pres Atlixco foren desallotjades el 4 de maig de 1862 per l'exèrcit mexicà de la república, al comandament dels generals Antonio Carvajal i Tomás O'Horan i el grup conservador de Márquez no va poder aconseguir el seu objectiu d'auxiliar les tropes franceses de Charles de Lorencez. Els mexicans al comandament del general Zaragoza van defensar la ciutat, guanyant la batalla i provocant la retirada dels francesos.
Els mesos de setembre i octubre de 1862 van desembarcar nombroses tropes franceses, prenent la ciutat de Puebla en 17 de maig de 1863 i finalment la ciutat de Mèxic en 10 de juny de 1863, iniciant el període conegut com el Segon Imperi Mexicà amb la coronació el 10 d'abril de 1864 de Maximilià I de Mèxic.
En 1863 Charles de Lorencez fou substituït per Élie-Frédéric Forey i François Achille Bazaine, i l'exèrcit imperial, de 35.000 homes disposava de dues divisions franceses i una de mexicana de Leonardo Márquez de 12.600 homes. Juárez mentrestant s'havia instal·lat a San Luís Potosí. L'exèrcit de l'emperador fou arraconant als liberals cap al nord i Juárez va passar als Estats Units des de Paso del Norte però els liberals aconseguiren anar reagrupant-se i reconquerir territori.
Acabada la Guerra Civil dels Estats Units, Andrew Johnson va reconèixer Benito Pablo Juárez García com a legítim president, i França hagué de retirar les tropes en saber que Prússia es preparava per atacar-la. L'emperador va concentrar les seves tropes a Querétaro, on fou assetjat pels liberals comandats per Mariano Escobedo, i les tropes de reforç de la capital foren interceptades per Porfirio Díaz, que assetjà la capital. Finalment l'emperador es lliurà.
El president entrà a la capital en 15 de maig de 1867, i l'emperador i els generals Miramón i el general Mejía foren afusellats el 21 de juny en el Cerro de las Campanas, acabant amb el Segon Imperi Mexicà.